# Юніорський чемпіонат світу з хокею із шайбою 2010
Юніорський чемпіонат світу з хокею із шайбою 2010 — 12-й розіграш чемпіонату світу з хокею серед юніорських команд. Чемпіонат приймають білоруські міста Мінськ та Бобруйськ. Турнір проходить з 13 по 23 квітня 2010 року. Матчі відбуваються в Палаці спорту у Мінську та на «Бобруйськ-Арені» в Бобруйську.

## Формат
За підсумками групового турніру визначаються збірні, які продовжать боротьбу за медалі (що посіли 1-3 місця) і збірні, які будуть боротися за збереження місць в еліті (місця 4 і 5).
Переможці підгруп відразу виходять у півфінал.
Команди, що посіли в групах 2-е і 3-є місця, будуть змагатися в чвертьфіналах. Переможці яких приєднаються до переможців групового етапу у півфінальних іграх, а ті збірні, що програли проведуть втішний матч за 5 місце.
Переможці півфінальних пар виходять у фінал, де і визначається чемпіон світу серед юніорів (до 18 років). Збірні, що програли у півфіналі — розігрують бронзові медалі у матчі за 3-є місце.
Збірні, що посіли на груповій стадії 4-е і 5-е місця, будуть грати в «турнірі за виживання». Кожна з команд зустрінеться з 2-ма командами другої підгрупи і за результатами цих ігор, а також «золотих» очок набраних в груповій стадії з такими ж учасниками втішного раунду і будуть визначені дві найгірші команди, які залишать елітний дивізіон, і наступного року будуть брати участь в чемпіонатах 1 дивізіону.

## Арени

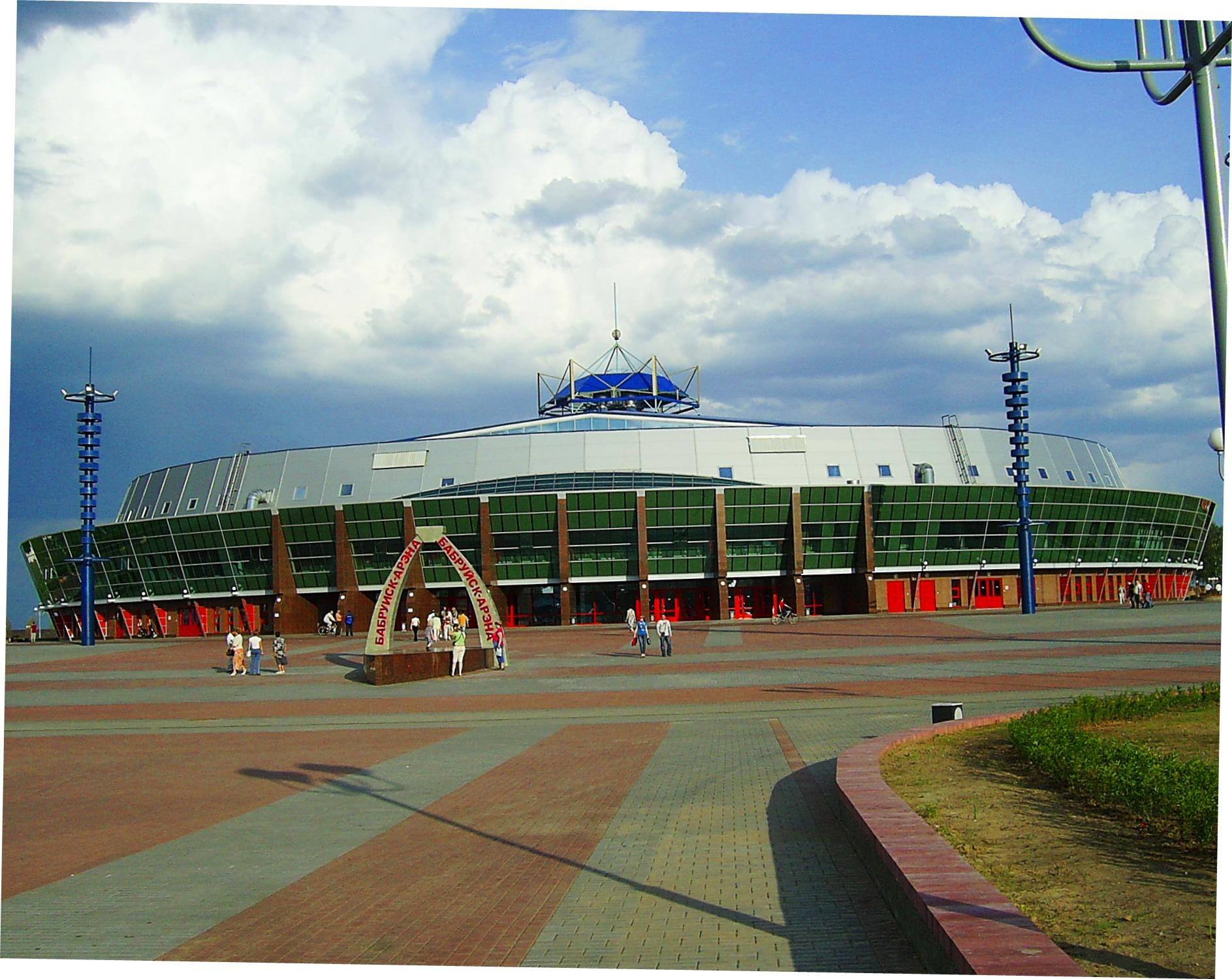
«Бобруйськ-Арена»

В Мінську ігри відбудуться в Палаці спорту. Це одна із найстаріших критих льодових ковзанок країни. Він був збудований 1996 року. Протягом багатьох років Палац спорту, який розрахований на 3311 місць, приймав різні спортивні змагання вищого рівня. Серед хокейних змагань в Палаці спорту проводились: молодіжний чемпіонат світу в першому дивізіоні, одна із стадій Континентального Кубка, товариські матчі національної збірної Білорусі, мінське «Динамо» грало тут свої домашні матчі в Континентальній хокейній лізі до переїзду на «Мінськ-Арену», а в 2004 році в Палаці спорту проходили зустрічі юніорського чемпіонату світу у вищому дивізіоні.
В Бобруйську чемпіонат світу приймає змагання «Бобруйськ-Арена», збудована в 2008 році. Це другий з місткістю льодовий палац в Білорусі — він розрахований на 7151 глядачів. «Бобруйськ-Арена» збудована на території, де раніше знаходилась стародавня фортеця, руїни якої зараз знаходяться в декількох метрах від арени. «Бобруйськ-Арена» приймала лише один крупний турнір — в листопаді 2009 року тут проходив «Кубок Полісся».

## Талісман
19 січня 2010 року в офісі Федерації хокею Республікі Білорусь був представлений офіційний талісман юніорського чемпіонату світу. Талісман являє собою лелеченя в шоломі з медаллю на шиї, який спирається на ключку. Автор роботи — білоруський художник, член Союзу дизайнерів Білорусі, колишній хокеїст мінського «Торпедо» Віктор Азембловський. Спочатку ця робота розглядалась як один із можливих логотипів дорослого чемпіонату світу 2014 року, який пройде у Мінську. Однак експертна група з вибору талісмана для юніорського чемпіонату світу визнала роботу Віктора Азембловського підхожою саме для юнацького турніру, у чому експерти переконали і автора.
Після затвердження талісману Федерація хокею оголосила про початок відкритого конкурсу на найкраще ім'я для талісмана. Кожен охочий до 1 березня міг надсилати свій варіант імені. 10 березня 2010 року на засіданні республіканського організаційного комітету з проведення чемпіонату світу ІІХФ серед юніорів було офіційно затверджено ім'я талісмана турніру — Буслік.

## Елітний дивізіон
В чемпіонаті світу беруть участь 10 команд. На попередньому етапі вони розбиті на 2 групи. В яких кожна команда проведе за круговою системою 4 гри з суперниками по групі.

### Попередній раунд
|  | 1 місце: Команда гратиме у півфіналі                  |
|  | 2-3 місце: Команди гратимуть в чвертьфіналах          |
|  | 4-5 місце: Команди гратимуть в «турнірі за виживання» |

#### Група A
| Команда   | І | В | ВО | ПО | П | ГЗ | ГП | Різ | О  |
| --------- | - | - | -- | -- | - | -- | -- | --- | -- |
| Швеція    | 4 | 4 | 0  | 0  | 0 | 26 | 8  | +18 | 12 |
| США       | 4 | 3 | 0  | 0  | 1 | 19 | 6  | +13 | 9  |
| Швейцарія | 4 | 2 | 0  | 0  | 2 | 9  | 18 | -9  | 6  |
| Канада    | 4 | 1 | 0  | 0  | 3 | 16 | 16 | 0   | 3  |
| Білорусь  | 4 | 0 | 0  | 0  | 4 | 6  | 28 | -22 | 0  |

| 13 квітня 2010 15:00 | Канада | 1 : 3 (0:2, 1:0, 0:1) | Швейцарія | Бобруйськ-Арена, Бобруйськ Глядачів: 2100 |

| Протокол                 | Протокол                          | Протокол                                                                               | Протокол                       | Протокол                            |
| ------------------------ | --------------------------------- | -------------------------------------------------------------------------------------- | ------------------------------ | ----------------------------------- |
|                          | Келвін Пікард 31 сейвів/ 33 кидки | Голкіпери                                                                              | Лукас Майлі 33 сейви/ 34 кидки | Арбітри: Антті Боман Віктор Гашилов |
| Квінтон Гауден 1 — 29:41 | 0:1 0:2 1:2 1:3                   | 09:38 — Грегорі Гофманн 1 17:33 — Самюель Гуерра 1 (біл.) 59:55 — Жоель Вермен 1 (гпв) |                                | Арбітри: Антті Боман Віктор Гашилов |
| 4 хв.                    | Вилучення                         | 6 хв.                                                                                  |                                | Арбітри: Антті Боман Віктор Гашилов |
| 34                       | Кидки                             | 33                                                                                     |                                | Арбітри: Антті Боман Віктор Гашилов |

| 13 квітня 2010 19:00 | Швеція | 4 : 2 (0:1, 1:1, 3:0) | США | Бобруйськ-Арена, Бобруйськ Глядачів: 4100 |

| Протокол                                                         | Протокол                              | Протокол                      | Протокол                          | Протокол                            |
| ---------------------------------------------------------------- | ------------------------------------- | ----------------------------- | --------------------------------- | ----------------------------------- |
|                                                                  | Йоган Густафссон 26 сейвів/ 28 кидків | Голкіпери                     | Джек Кемпбелл 28 сейвів/ 31 кидок | Арбітри: Мартін Франо Самі Партанен |
| Ларссон б — 33:32 Снелль 46:29 Ларссон 49:14 Ларссон (п) — 59:41 | 0:1 0:2 1:2 2:2 3:2 4:2               | 03:36 — Белісі б 22:24 — Саад |                                   | Арбітри: Мартін Франо Самі Партанен |
| 16 хв.                                                           | Вилучення                             | 12 хв.                        |                                   | Арбітри: Мартін Франо Самі Партанен |
| 31                                                               | Кидки                                 | 28                            |                                   | Арбітри: Мартін Франо Самі Партанен |

| 14 квітня 2010 15:30 | Швейцарія | 1 : 5 (1:1, 0:2, 0:2) | США | Бобруйськ-Арена, Бобруйськ Глядачів: 2700 |

| Протокол                  | Протокол                             | Протокол | Протокол                         | Протокол                            |
| ------------------------- | ------------------------------------ | --- | -------------------------------- | ----------------------------------- |
|                           | Денніс Сайкконен 24 сейви/ 29 кидків | Голкіпери | Джек Кемпбелл 22 сейви/ 23 кидки | Арбітри: Йозеф Кубуш Едуардс Одіньш |
| Грегорі Гофманн 2 — 11:58 | 1:0 1:1 1:2 1:3 1:4 1:5              | 12:25 — Остін Чарнік 1 24:01 — Остін Чарнік 2 39:46 — Білл Арнольд 1 48:41 — Адам Кленденінг 1 52:03 — Джейсон Зукер 1 |                                  | Арбітри: Йозеф Кубуш Едуардс Одіньш |
| 8 хв.                     | Вилучення                            | 18 хв. |                                  | Арбітри: Йозеф Кубуш Едуардс Одіньш |
| 23                        | Кидки                                | 29 |                                  | Арбітри: Йозеф Кубуш Едуардс Одіньш |

| 14 квітня 2010 19:00 | Швеція | 7 : 0 (1:1, 0:2, 0:2) | Білорусь | Бобруйськ-Арена, Бобруйськ Глядачів: 6200 |

| Протокол | Протокол                            | Протокол  | Протокол                         | Протокол                            |
| --- | ----------------------------------- | --------- | -------------------------------- | ----------------------------------- |
| | Йонас Гуннарссон 8 сейвів/ 8 кидків | Голкіпери | Ян Шелепнєв 39 сейвів/ 46 кидків | Арбітри: Антті Боман Віктор Гашилов |
| Людвіг Ренсфельдт 1 (біл.) — 20:56 Людвіг Ренсфельдт 2 — 23:59 Адам Ларссон 1 (біл.) — 31:08 Макс Фрідерг 1 (біл.) — 33:49 Йоган Ларссон 4 — 35:29 Йоган Ларссон 5 (біл.) — 40:52 Ерік Торелль 1 — 44:36 | 1:0 2:0 3:0 4:0 5:0 6:0 7:0         |           |                                  | Арбітри: Антті Боман Віктор Гашилов |
| 16 хв. | Вилучення                           | 26 хв.    |                                  | Арбітри: Антті Боман Віктор Гашилов |
| 46 | Кидки                               | 8         |                                  | Арбітри: Антті Боман Віктор Гашилов |

| 15 квітня 2010 19:00 | Білорусь | 3 : 11 (1:4, 2:2, 0:5) | Канада | Бобруйськ-Арена, Бобруйськ |

| Протокол | Протокол | Протокол | Протокол | Протокол |
| -------- | -------- | -------- | -------- | -------- |
|          |          |          |          |          |
|          |          |          |          |          |
|          |          |          |          |          |
|          |          |          |          |          |

| 16 квітня 2010 15:30 | Швейцарія | 2 : 10 (0:2, 1:4, 1:4) | Швеція | Бобруйськ-Арена, Бобруйськ |

| Протокол | Протокол | Протокол | Протокол | Протокол |
| -------- | -------- | -------- | -------- | -------- |
|          |          |          |          |          |
|          |          |          |          |          |
|          |          |          |          |          |
|          |          |          |          |          |

| 16 квітня 2010 19:00 | США | 5 : 0 (3:0, 1:0, 1:0) | Канада | Бобруйськ-Арена, Бобруйськ |

| Протокол | Протокол | Протокол | Протокол | Протокол |
| -------- | -------- | -------- | -------- | -------- |
|          |          |          |          |          |
|          |          |          |          |          |
|          |          |          |          |          |
|          |          |          |          |          |

| 17 квітня 2010 19:00 | Білорусь | 2 : 3 (0:2, 1:0, 1:1) | Швейцарія | Бобруйськ-Арена, Бобруйськ |

| Протокол | Протокол | Протокол | Протокол | Протокол |
| -------- | -------- | -------- | -------- | -------- |
|          |          |          |          |          |
|          |          |          |          |          |
|          |          |          |          |          |
|          |          |          |          |          |

| 18 квітня 2010 15:30 | Канада | 4 : 5 (0:2, 0:2, 4:1) | Швеція | Бобруйськ-Арена, Бобруйськ |

| Протокол | Протокол | Протокол | Протокол | Протокол |
| -------- | -------- | -------- | -------- | -------- |
|          |          |          |          |          |
|          |          |          |          |          |
|          |          |          |          |          |
|          |          |          |          |          |

| 18 квітня 2010 19:00 | США | 7 : 1 (2:0, 3:1, 2:0) | Білорусь | Бобруйськ-Арена, Бобруйськ |

| Протокол | Протокол | Протокол | Протокол | Протокол |
| -------- | -------- | -------- | -------- | -------- |
|          |          |          |          |          |
|          |          |          |          |          |
|          |          |          |          |          |
|          |          |          |          |          |

#### Група B
| Команда    | І | В | ВО | ПО | П | ГЗ | ГП | Різ | О  |
| ---------- | - | - | -- | -- | - | -- | -- | --- | -- |
| Фінляндія  | 4 | 3 | 1  | 0  | 0 | 21 | 10 | +11 | 11 |
| Росія      | 4 | 3 | 0  | 0  | 1 | 20 | 7  | +13 | 9  |
| Чехія      | 4 | 2 | 0  | 1  | 1 | 13 | 15 | -2  | 7  |
| Словаччина | 4 | 1 | 0  | 0  | 3 | 10 | 15 | -5  | 3  |
| Латвія     | 4 | 0 | 0  | 0  | 4 | 9  | 25 | -16 | 0  |

| 13 квітня 2010 15:00 | Фінляндія | 7 : 2 (2:1, 4:1, 1:0) | Латвія | Палац спорту, Мінськ Глядачів: 450 |

| Протокол | Протокол                            | Протокол                                                            | Протокол            | Протокол                           |
| --- | ----------------------------------- | ------------------------------------------------------------------- | ------------------- | ---------------------------------- |
| | Йонатан Ійлахті                     | Голкіпери                                                           | Крістерс Гудлевскіс | Арбітри: Максим Сидоренко Пат Сміт |
| Теему Пулккінен 1 — 06:25 Мікаель Салмівірта 1 — 15:46 Теему Пулккінен 2 (біл.) — 24:02 Теему Раутіайнен 1 — 35:13 Яні Хаканпаа 1 (біл.) — 36:36 Міро Ховінен 2 (біл.2) — 39:53 Мійхкалі Теппо 1 (біл.) — 57:27 | 1:0 1:1 2:1 3:1 4:1 5:1 5:2 6:2 7:2 | 13:51 — Нікіта Колесніковс 1 (біл.2) 38:47 — Маріс Ділевка 1 (мен.) |                     | Арбітри: Максим Сидоренко Пат Сміт |
| 30 хв. | Вилучення                           | 20 хв.                                                              |                     | Арбітри: Максим Сидоренко Пат Сміт |
| 35 | Кидки                               | 29                                                                  |                     | Арбітри: Максим Сидоренко Пат Сміт |

| 13 квітня 2010 19:00 | Чехія | 1 : 4 (0:1, 1:1, 0:2) | Росія | Палац спорту, Мінськ Глядачів: 2300 |

| Протокол                        | Протокол            | Протокол | Протокол                             | Протокол                           |
| ------------------------------- | ------------------- | --- | ------------------------------------ | ---------------------------------- |
|                                 | Лібор Кашик         | Голкіпери | Сергій Костенко 14 сейвів/ 15 кидків | Арбітри: Стефан Бауер Пер Клаессон |
| Міхал Ваховець 1 (біл.) — 39:10 | 0:1 0:2 1:2 1:3 1:4 | 07:01 — Сергій Барбашев 1 29:45 — Максим Шалунов 1 48:49 — Віктор Антипов 1 (біл.2) 57:00 — Владислав Намєстніков 1 |                                      | Арбітри: Стефан Бауер Пер Клаессон |
| 14 хв.                          | Вилучення           | 16 хв. |                                      | Арбітри: Стефан Бауер Пер Клаессон |
| 15                              | Кидки               | 40 |                                      | Арбітри: Стефан Бауер Пер Клаессон |

| 14 квітня 2010 15:30 | Латвія | 0 : 9 (0:2, 0:4, 0:3) | Росія | Палац спорту, Мінськ Глядачів: 2000 |

| Протокол | Протокол | Протокол | Протокол | Протокол |
| -------- | -------- | -------- | -------- | -------- |
|          |          |          |          |          |
|          |          |          |          |          |
|          |          |          |          |          |
|          |          |          |          |          |

| 14 квітня 2010 19:00 | Чехія | 4 : 3 (1:0, 2:0, 1:3) | Словаччина | Палац спорту, Мінськ Глядачів: 2600 |

| Протокол | Протокол | Протокол | Протокол | Протокол |
| -------- | -------- | -------- | -------- | -------- |
|          |          |          |          |          |
|          |          |          |          |          |
|          |          |          |          |          |
|          |          |          |          |          |

| 15 квітня 2010 19:00 | Словаччина | 2 : 5 (0:1, 2:1, 0:3) | Фінляндія | Палац спорту, Мінськ Глядачів: 2500 |

| Протокол | Протокол | Протокол | Протокол | Протокол |
| -------- | -------- | -------- | -------- | -------- |
|          |          |          |          |          |
|          |          |          |          |          |
|          |          |          |          |          |
|          |          |          |          |          |

| 16 квітня 2010 15:30 | Латвія | 4 : 5 (0:1, 1:2, 3:2) | Чехія | Палац спорту, Мінськ Глядачів: 2500 |

| Протокол | Протокол | Протокол | Протокол | Протокол |
| -------- | -------- | -------- | -------- | -------- |
|          |          |          |          |          |
|          |          |          |          |          |
|          |          |          |          |          |
|          |          |          |          |          |

| 16 квітня 2010 19:00 | Росія | 4 : 5 (1:1, 0:2, 3:2) | Фінляндія | Палац спорту, Мінськ Глядачів: 3000 |

| Протокол | Протокол | Протокол | Протокол | Протокол |
| -------- | -------- | -------- | -------- | -------- |
|          |          |          |          |          |
|          |          |          |          |          |
|          |          |          |          |          |
|          |          |          |          |          |

| 17 квітня 2010 19:00 | Словаччина | 4 : 3 (1:0, 2:2, 1:1) | Латвія | Палац спорту, Мінськ Глядачів: 3100 |

| Протокол | Протокол | Протокол | Протокол | Протокол |
| -------- | -------- | -------- | -------- | -------- |
|          |          |          |          |          |
|          |          |          |          |          |
|          |          |          |          |          |
|          |          |          |          |          |

| 18 квітня 2010 15:30 | Росія | 3 : 1 (3:1, 0:0, 0:0) | Словаччина | Палац спорту, Мінськ Глядачів: 3100 |

| Протокол | Протокол | Протокол | Протокол | Протокол |
| -------- | -------- | -------- | -------- | -------- |
|          |          |          |          |          |
|          |          |          |          |          |
|          |          |          |          |          |
|          |          |          |          |          |

| 18 квітня 2010 19:00 | Фінляндія | 4 : 3 Б (0:1, 1:2, 2:0, 0:0, 1:0) | Чехія | Палац спорту, Мінськ Глядачів: 3000 |

| Протокол | Протокол | Протокол | Протокол | Протокол |
| -------- | -------- | -------- | -------- | -------- |
|          |          |          |          |          |
|          |          |          |          |          |
|          |          |          |          |          |
|          |          |          |          |          |

### Втішний раунд
| Команда    | І | В | ВО | ПО | П | Ш    | О | Кан  | Сло | Лат     | Біл     |
| ---------- | - | - | -- | -- | - | ---- | - | ---- | --- | ------- | ------- |
| Канада     | 3 | 3 | 0  | 0  | 0 | 20-6 | 9 |      | 4:2 | 5:1     | 11:3    |
| Словаччина | 3 | 2 | 0  | 0  | 1 | 11-8 | 6 | 2:4  |     | 4:3     | 5:1     |
| Латвія     | 3 | 0 | 1  | 0  | 2 | 9-13 | 2 | 1:5  | 3:4 |         | 5:4 (Б) |
| Білорусь   | 3 | 0 | 0  | 1  | 2 | 8-21 | 1 | 3:11 | 1:5 | 4:5 (Б) |         |

За підсумками змагань у втішному раунді, дивізіон найсильніших покинули юніорські збірні команди Латвії та Білорусі.

### Фінальний раунд

#### Чвертьфінали
| 20 квітня 15:30 |     |       |                             |
| США             | 6:0 | Чехія | Палац спорту, Мінськ (3000) |
|                 |     |       | Палац спорту, Мінськ (3000) |

| 20 квітня 19:00 |     |           |                             |
| Росія           | 4:3 | Швейцарія | Палац спорту, Мінськ (3200) |
|                 |     |           | Палац спорту, Мінськ (3200) |

#### Півфінали
| 21 квітня 15:30 |     |     |                             |
| Фінляндія       | 0:5 | США | Палац спорту, Мінськ (1200) |
|                 |     |     | Палац спорту, Мінськ (1200) |

| 21 квітня 19:00 |     |       |                             |
| Швеція          | 3:1 | Росія | Палац спорту, Мінськ (3150) |
|                 |     |       | Палац спорту, Мінськ (3150) |

#### Матч за 5-е місце
| 18 квітня 19:30 |     |           |                             |
| Чехія           | 5:6 | Швейцарія | Палац спорту, Мінськ (2200) |
|                 |     |           | Палац спорту, Мінськ (2200) |

#### Матч за третє місце
| 19 квітня 15:00 |     |       |                             |
| Фінляндія       | 5:1 | Росія | Палац спорту, Мінськ (2200) |
|                 |     |       | Палац спорту, Мінськ (2200) |

#### Фінал
| 19 квітня 19:00 |     |     |                               |
| Швеція          | 1:3 | США | Мінськ-Арена, Мінськ (12 820) |
|                 |     |     | Мінськ-Арена, Мінськ (12 820) |

### Статистика

#### Бомбардири
| Гравець           | І | Ш  | A | О  | Штр | +/- |
| ----------------- | - | -- | - | -- | --- | --- |
| Теему Пулккінен   | 6 | 10 | 5 | 15 | 10  | -2  |
| Юган Ларссон      | 5 | 6  | 8 | 14 | 0   | +8  |
| Мікаель Гранлунд  | 6 | 4  | 9 | 13 | 4   | 0   |
| Людвіг Ренсфельдт | 6 | 6  | 6 | 12 | 4   | +7  |
| Євген Кузнецов    | 7 | 5  | 7 | 12 | 6   | +8  |
| Адам Кленденінг   | 7 | 3  | 7 | 10 | 4   | +9  |
| Нік Шор           | 7 | 3  | 7 | 10 | 0   | +7  |
| Рокко Грімальді   | 7 | 2  | 8 | 10 | 6   | +6  |
| Джордан Віл       | 6 | 3  | 6 | 9  | 30  | +8  |
| Сергій Барбашев   | 7 | 2  | 6 | 8  | 6   | +5  |
| Йоонас Донськой   | 6 | 1  | 7 | 8  | 0   | -1  |

Джерело: iihf.com (англ.)

#### Найкращі воротарі
Список п'яти найращих воротарів, сортованих за відсотком відбитих кидків. У список включені лише ті гравці, які провели щонайменш 40% хвилин.
| Гравець             | ІЧ     | КВ  | ПШ | КН   | %ВБ   | І«0» |
| ------------------- | ------ | --- | -- | ---- | ----- | ---- |
| Джек Кемпбелл       | 359:39 | 143 | 5  | 0.83 | 96.50 | 3    |
| Йонас Густафсон     | 238:10 | 98  | 8  | 2.02 | 91.84 | 0    |
| Андрій Василевський | 272:03 | 116 | 12 | 2.65 | 89.66 | 1    |
| Домінік Речицький   | 359:38 | 190 | 20 | 3.34 | 89.47 | 0    |
| Келвін Пікар        | 313:50 | 141 | 15 | 2.87 | 89.36 | 0    |

Джерело: iihf.com (англ.)

#### Нагороди
Найкращі гравці, обрані дирекцією ІІХФ
- Найкращий воротар:  Джек Кемпбелл
- Найкращий захисник:  Адам Ларссон
- Найкращий нападник:  Теему Пулккінен

Збірна усіх зірок
- Найкращий воротар:  Джек Кемпбелл
- Найкращий захисник:  Адам Кленденінг —  Адам Ларссон
- Найкращий нападник:  Юган Ларссон —  Євген Кузнецов —  Теему Пулккінен

## Дивізіон I
Наступні збірні виступали в Дивізіоні I чемпіонату світу. Матчі групи А пройшли в Гернінгу, Данія з 12 по 18 квітня 2010 року. Матчі групи B відбувались у Криниці, Польща з 11 по 17 квітня 2010 року.

### Група A
| Команда  | І | П | ВО | ПО | П | ГЗ | ГП | Різ | О  |
| -------- | - | - | -- | -- | - | -- | -- | --- | -- |
| Норвегія | 5 | 4 | 0  | 0  | 1 | 33 | 15 | 18  | 12 |
| Данія    | 5 | 4 | 0  | 0  | 1 | 34 | 14 | 20  | 12 |
| Японія   | 5 | 3 | 0  | 0  | 2 | 27 | 25 | 2   | 9  |
| Франція  | 5 | 3 | 0  | 0  | 2 | 21 | 21 | 0   | 9  |
| Корея    | 5 | 0 | 1  | 0  | 4 | 18 | 45 | -27 | 2  |
| Австрія  | 5 | 0 | 0  | 1  | 4 | 12 | 25 | -13 | 1  |

### Група B
| Команда         | І | П | ВО | ПО | П | ГЗ | ГП | Різ | О  |
| --------------- | - | - | -- | -- | - | -- | -- | --- | -- |
| Німеччина       | 5 | 5 | 0  | 0  | 0 | 51 | 2  | 49  | 15 |
| Угорщина        | 5 | 3 | 0  | 1  | 1 | 19 | 17 | 2   | 10 |
| Польща          | 5 | 3 | 0  | 0  | 2 | 21 | 21 | 0   | 9  |
| Казахстан       | 5 | 2 | 0  | 0  | 3 | 9  | 16 | -7  | 6  |
| Велика Британія | 5 | 1 | 1  | 0  | 3 | 13 | 24 | -11 | 5  |
| Литва           | 5 | 0 | 0  | 0  | 5 | 6  | 39 | -33 | 0  |

## Дивізіон II
Наступні збірні виступали в Дивізіоні II чемпіонату світу. Матчі групи А проходили в Нарві, Естонія з 13 по 18 березня 2010 року. Матчі групи B відбувалися в Броварах, Україна з 22 по 28 березня 2010 року.

### Група A
| Команда  | І | П | ВО | ПО | П | ГЗ | ГП | Різ | О  |
| -------- | - | - | -- | -- | - | -- | -- | --- | -- |
| Італія   | 5 | 5 | 0  | 0  | 0 | 55 | 3  | +52 | 15 |
| Румунія  | 5 | 3 | 0  | 1  | 1 | 22 | 23 | -1  | 10 |
| Хорватія | 5 | 1 | 3  | 0  | 1 | 20 | 16 | +4  | 9  |
| Сербія   | 5 | 1 | 0  | 1  | 3 | 11 | 19 | -8  | 4  |
| Естонія  | 5 | 1 | 0  | 1  | 3 | 17 | 32 | -15 | 4  |
| Ісландія | 5 | 1 | 0  | 0  | 4 | 12 | 44 | -32 | 3  |

Збірна Італії підвищилась до Дивізіону I, а збірна Ісландії понизилась до Дивізіону III в Юніорському чемпіонаті світу 2011

### Група B
| Команда    | І | П | ВО | ПО | П | ГЗ | ГП | Різ | О  |
| ---------- | - | - | -- | -- | - | -- | -- | --- | -- |
| Словенія   | 5 | 5 | 0  | 0  | 0 | 63 | 4  | 59  | 15 |
| Україна    | 5 | 4 | 0  | 0  | 1 | 26 | 3  | 23  | 12 |
| Іспанія    | 5 | 2 | 1  | 0  | 2 | 17 | 22 | -5  | 8  |
| Нідерланди | 5 | 2 | 0  | 1  | 2 | 14 | 27 | -13 | 7  |
| Бельгія    | 5 | 0 | 1  | 0  | 4 | 7  | 41 | -34 | 2  |
| Австралія  | 5 | 0 | 0  | 1  | 4 | 7  | 37 | -30 | 1  |

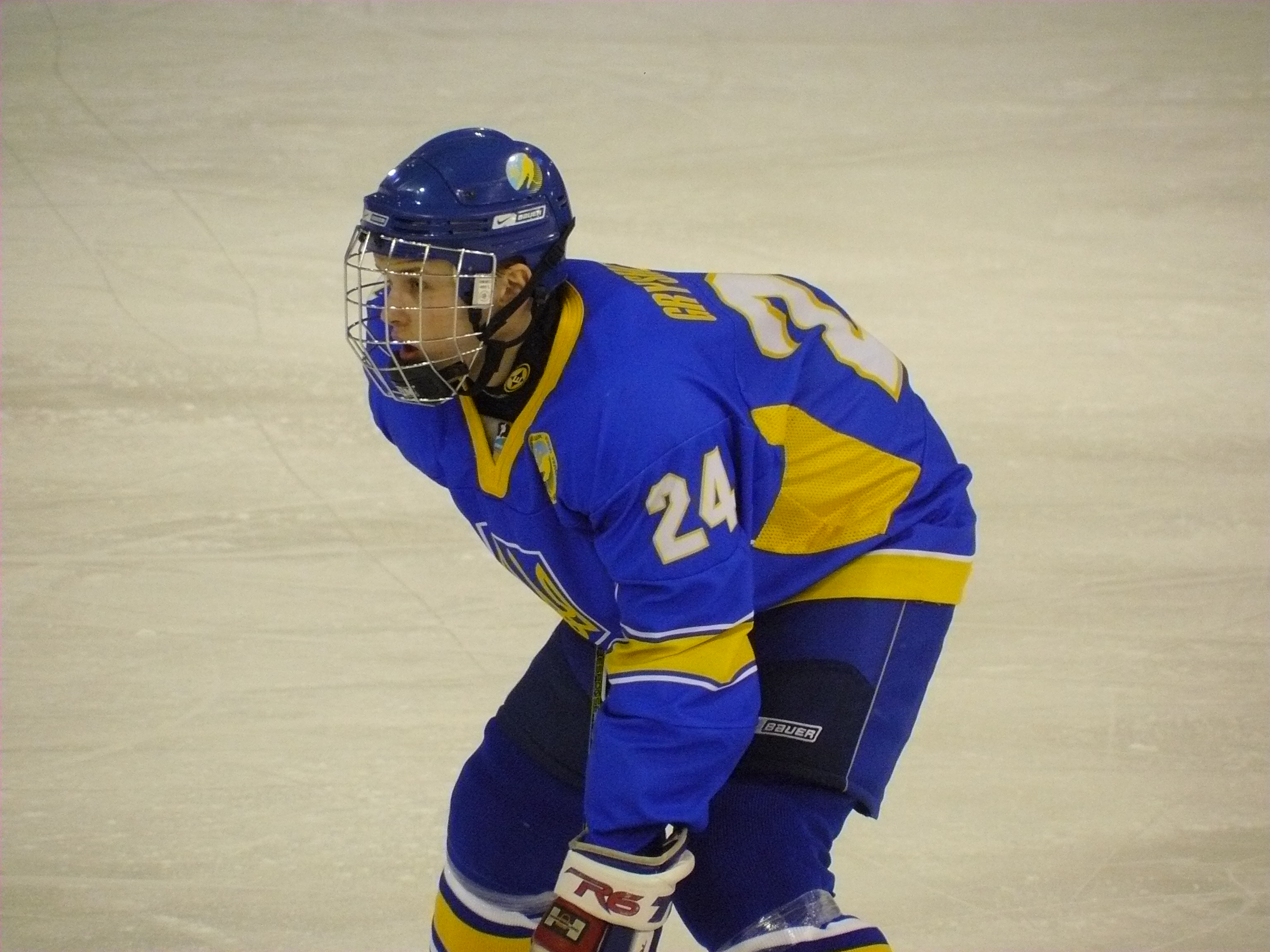
Роман Грищенко під час матчу Бельгія — Україна, 22 березня 2010

Збірна Словенії підвищилась до Дивізіону I, а збірна Австралії понизилась до Дивізіону III в Юніорському чемпіонаті світу 2011

## Дивізіон III

### Група A
| Команда   | І | П | ВО | ПО | П | ГЗ | ГП | Різ | О  |
| --------- | - | - | -- | -- | - | -- | -- | --- | -- |
| Китай     | 4 | 4 | 0  | 0  | 0 | 53 | 11 | 42  | 12 |
| Туреччина | 4 | 2 | 1  | 0  | 1 | 33 | 13 | 20  | 8  |
| Тайвань   | 4 | 2 | 0  | 0  | 2 | 30 | 18 | 12  | 6  |
| Болгарія  | 4 | 1 | 0  | 1  | 2 | 24 | 22 | 2   | 4  |
| Монголія  | 4 | 0 | 0  | 0  | 4 | 2  | 78 | -76 | 0  |

### Група B
| Команда                         | І | П | ВО | ПО | П | ГЗ | ГП | Різ | О  |
| ------------------------------- | - | - | -- | -- | - | -- | -- | --- | -- |
| Нова Зеландія                   | 4 | 4 | 0  | 0  | 0 | 26 | 16 | 10  | 12 |
| Мексика                         | 4 | 3 | 0  | 0  | 1 | 15 | 11 | 4   | 9  |
| Південно-Африканська Республіка | 4 | 1 | 1  | 0  | 2 | 15 | 14 | 1   | 5  |
| Ізраїль                         | 4 | 1 | 0  | 1  | 2 | 21 | 16 | 5   | 4  |
| Ірландія                        | 4 | 0 | 0  | 0  | 4 | 6  | 26 | -20 | 0  |